# Wolkenberg
Wolkenberg, niedersorbisch Klěšnik, war ein Dorf und eine Gemeinde in der Niederlausitz. Es hatte mit Dollan, Gribona und Michholz drei Kolonien. In den Jahren 1991/92 wurden der Ort abgebrochen und rund 170 Einwohner umgesiedelt. Die Ortsflur gehört seit dem 1. Januar 1991 aufgrund der Auflösung des Ortes zugunsten des Braunkohletagebaus Welzow zur Stadt Spremberg.

## Geografische Lage

Messtischblatt 1919 Ausschnitt

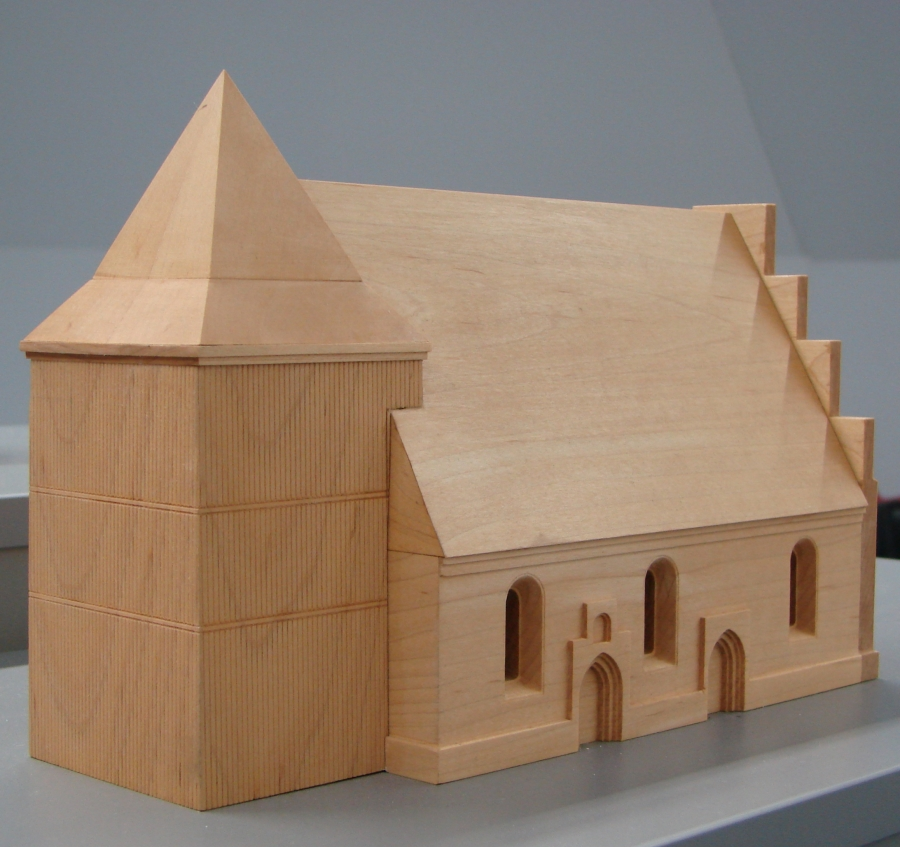
Modell der abgebrochenen Wolkenberger Kirche

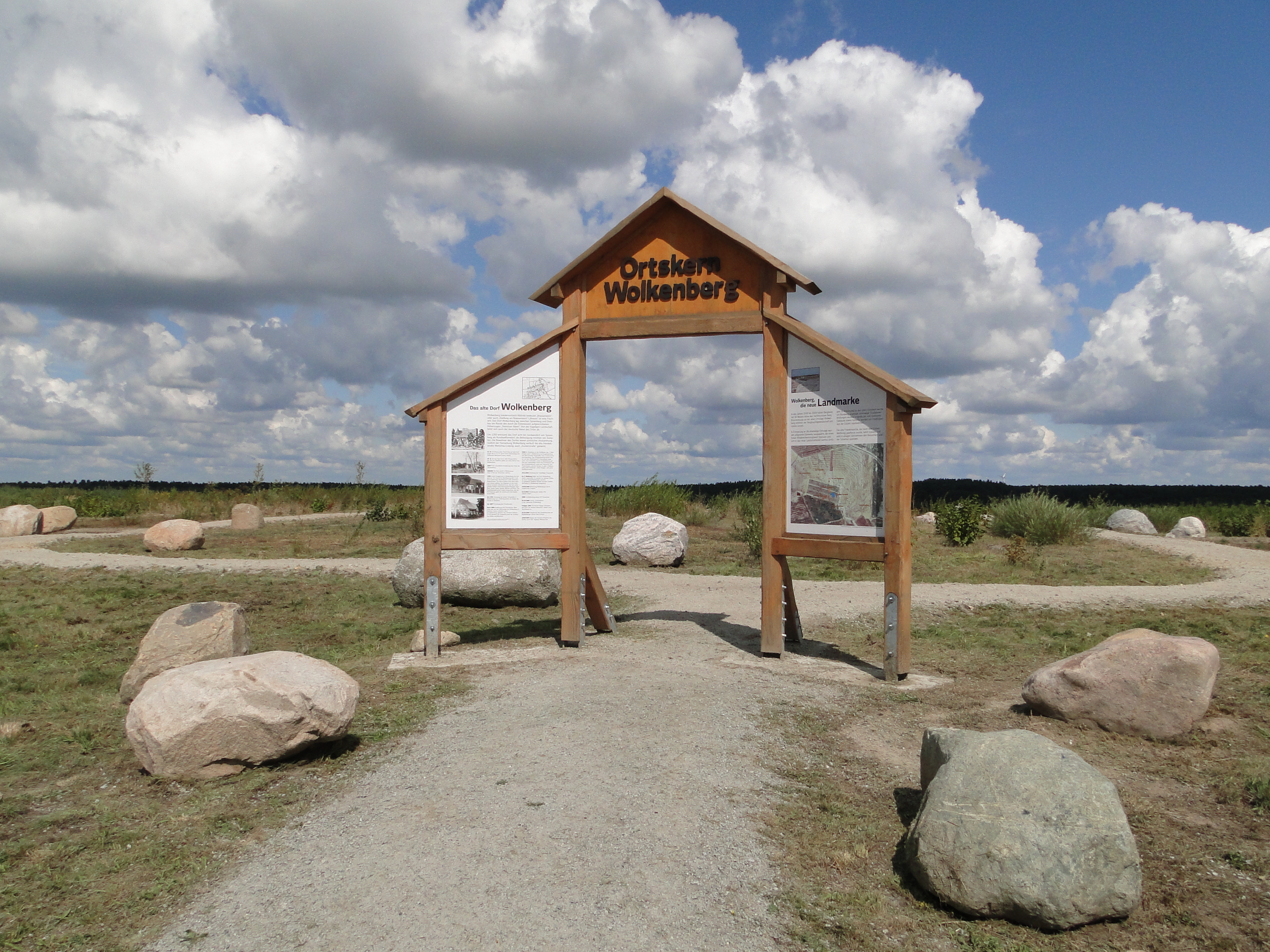
Erinnerungsstätte auf dem Gebiet der ehemaligen Gemeinde Wolkenberg

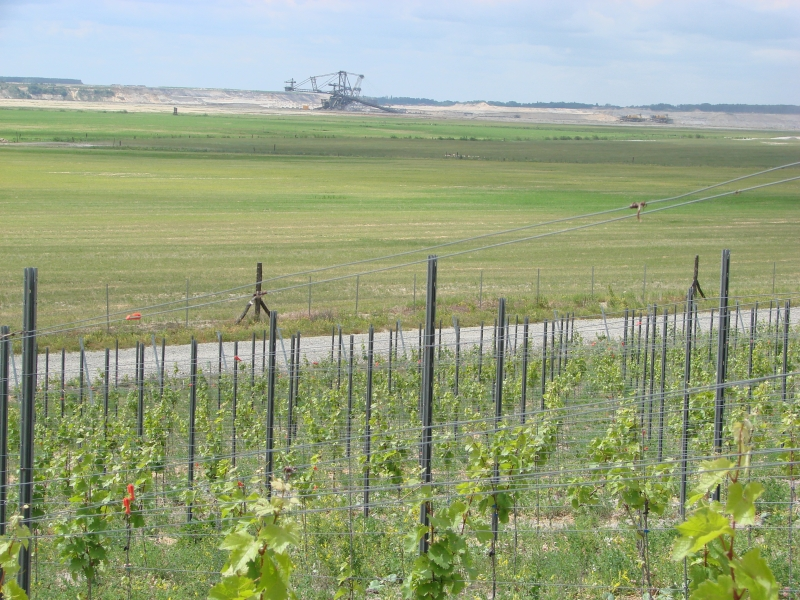
Weinberg auf dem Gebiet der abgebaggerten Gemeinde Wolkenberg

Wolkenberg lag zwischen Spremberg und Drebkau in der Niederlausitz. Der Ort befand sich am Rande des durch die Elstereiszeit aufgeschobenen Höhenzuges „Steinitzer Alpen“ und leitet von der hügeligen Landschaft auch seinen deutschen Namen ab. Der Tagebau Welzow-Süd hat das Ortsgebiet in den Jahren 1991 bis 1993 zur Braunkohlegewinnung abgebaggert. Der Ort Papproth, 1,5 Kilometer nördlich von Wolkenberg, blieb erhalten. Heute entsteht eine neu geformte Landschaft.

## Geschichte
Wolkenberg ist eine im frühen Mittelalter entstandene sorbische Siedlung, die 1353 erstmals in einem deutschen Dokument erwähnt wurde. Wolkenberg war bis zum Ende des 19. Jahrhunderts ein Bauerndorf von 20 Gehöften, größtenteils in einer Rundform mit Einschluss der Kirche aufgebaut und einem Gut. Die vorherrschende Sprache war das Niedersorbische. Das Gutshaus war Wohnsitz der wechselnden deutschen Besitzer der Ländereien. Beide Sprachen existierten in Wolkenberg über einen langen Zeitraum parallel. In vielen Familien wurde zu Hause sorbisch gesprochen, während der Kontakt zur Gutsbesitzerfamilie, zum Pfarrer und später auch zum Lehrer im Ort deutsch war. Gemäß einer statistischen Erhebung waren im Jahr 1880 97 % der Einwohner Sorben, in den ersten Jahrzehnten des 20. Jahrhunderts wurde allerdings aufgrund von Repressalien in der Öffentlichkeit kaum noch sorbisch gesprochen. Während sich Sorbisch als Haussprache in den Dörfern südlich noch bis heute behaupten konnte, war in Wolkenberg in den 1950er Jahren bereits Deutsch die hauptsächlich gesprochene Sprache. Ernst Tschernik zählte 1956 nur noch drei Sprecher des Sorbischen. Die sorbischen Trachten wurden jedoch auch nach dem Zweiten Weltkrieg gelegentlich zu festlichen Anlässen getragen.
Wolkenberg lag lange Zeit an oder nahe der sächsisch-preußischen Grenze. Durch die unterschiedlichen Zukäufe und Ländereiaufgaben im 18. und 19. Jahrhundert waren zwischen Cottbus und Ortrand eine Vielzahl von Grenzverläufen zwischen preußischen, sächsischen und schlesischen Besitztümern.
Die um 1442/43 errichteten gotischen Saalkirche von Wolkenberg prägte das Ortsbild, nicht nur durch die Lage auf einer kleinen Erhebung in der Mitte des Dorfes. Für eine Umsetzung der gesamten Kirche kam die politische Wende 1989 zu spät, lediglich der historische Holzturm wurde 1993 nach Pritzen versetzt, einem ebenfalls zu devastierenden Dorf in der Lausitz, welches aber letzten Endes nicht dem Tagebau weichen musste.
Im Kircheninnern gab es 73 Gräber, die sicher ins Mittelalter zu datieren waren. Die Gräber wurden zu Zeiten der beiden Vorgängerbauten aus dem 13./14. Jahrhundert angelegt. Die Knochenerhaltung der Skelette war durchgängig schlecht. Der überwiegende Teil der Gräber wies keine erhaltenen Knochen mehr auf. Skelettteile von 40 Bestattungen wurden im Rahmen eines Projekts der Deutschen Forschungsgemeinschaft zu mittelalterlichen Dörfern der Mark Brandenburg anthropologisch untersucht. Die Skelette zeigten lediglich einen kleinen Ausschnitt der damaligen Bevölkerung, der nicht als repräsentativ angesehen werden konnte. Die Altersstruktur war für einer gewachsene Einwohnerschaft in vorindustriellen Zeiten normal. Es gab einen deutlichen Männerüberschuss, der vermutlich auf den schlechteren Erhaltungszustand der weiblichen Skelette zurückzuführen war. Die Männer waren auffällig größer als die Frauen, was möglicherweise an einer schlechteren Versorgung der Frauen mit tierischem Protein lag. Zähne und Gebisse wiesen zahlreiche Erkrankungsspuren auf.
Im Jahr 1973 wurde Wolkenberg aufgrund des durch den nahen Tagebau stetig sinkenden Grundwasserspiegels an das Trinkwassernetz angeschlossen. Am 1. Januar 1991 wurde Wolkenberg in die Stadt Spremberg eingemeindet. Im Januar 1990 siedelten die letzten der ehemals etwa 350 Einwohner von Wolkenberg nach Spremberg um. Die amtliche Umsiedlerzahl betrug 172. In der nahen Kreisstadt war in Plattenbauten neuer Wohnraum geschaffen worden. Wolkenberg wurde in den folgenden Monaten komplett abgerissen und ist dann dem vorrückenden Tagebau Welzow Süd zum Opfer gefallen. Heute ist die ehemalige Ortslage Wolkenberg wieder rekultiviert und an einem künstlich aufgeschütteten Berg ist ein 2010 gepflanzter Weinberg entstanden. Auf 6 ha wurden Weinreben gesetzt.